# فهرست شهرستان‌های یوتا
در ایالت یوتا ۲۹ شهرستان وجود دارد.
فهرست شهرستان‌ها:
1. بیور
2. باکس الدر
3. کش
4. کربن
5. دگت
6. دیویس
7. دوشن
8. امری
9. گارفیلد
10. گرند
11. آیرون
12. جواب
13. کین
14. میلارد
15. مورگان
16. پیوتی
17. ریچ
18. سالت‌لیک
19. سن‌خوآن
20. سنپیت
21. سویر
22. سامیت
23. تویلی
24. یینتا
25. یوتا
26. واساچ
27. واشینگتن
28. وین
29. وبر